# Iskra Ługańsk
Iskra Ługańsk (ukr. Міні-футбольний клуб «Іскра» Луганськ, Mini-Futbolnyj Kłub "Iskra" Łuhańsk) – ukraiński klub futsalu, mający siedzibę w mieście Ługańsk. W 1992 występował w rozgrywkach mistrzostw Ukrainy.

## Historia
Chronologia nazw:
- 1992: Iskra Ługańsk (ukr. «Іскра» Луганськ)
- 1997: klub rozwiązano

Klub futsalowy Iskra Ługańsk został założony w Ługańsku w 1992 roku. W 1992 zespół debiutował w nieoficjalnych rozgrywkach mistrzostw Ukrainy, zajmując 8.miejsce. W sezonie 1992/93 startował w pierwszych rozgrywkach Pucharu Ukrainy w futsalu, począwszy od drugiego turnieju kwalifikacyjnego, ignorując eliminacje strefowe. W organizowanym mini-turnieju w Sławucie nie udało się zakwalifikować do grona dwóch najlepszych drużyn, tracąc awans do gry w turnieju finałowym z lokalnym Sławutyczem i SKIF-Siłeksem Kijów. W sezonie 1996/97 ponownie startował w Pucharze Ukrainy, ale w pierwszej rundzie przegrał z Doncementem Amwrosijiwka. Również zdobył brązowe medale Pierwszej Ligi Ukrainy. Potem przez problemy finansowe został rozwiązany.

## Sukcesy

### Trofea międzynarodowe
Nie uczestniczył w rozgrywkach europejskich (stan na 31-05-2019).

### Trofea krajowe
| \| \| Zdobyte trofea w rozgrywkach Ukrainy (stan na: 31-05-2019) \| |                                                            |      |                     |
| Rozgrywki                                                           | Osiągnięcie                                                | Razy | Sezon(y)            |
| · Mistrzostwo                                                       | I miejsce                                                  | 0    |                     |
| · Mistrzostwo                                                       | II miejsce                                                 | 0    |                     |
| · Mistrzostwo                                                       | III miejsce                                                | 0    |                     |
| · Mistrzostwo                                                       | 8.miejsce                                                  | 1    | 1992 (nieoficjalne) |
| Puchar                                                              | zdobywca                                                   | 0    |                     |
| Puchar                                                              | finalista                                                  | 0    |                     |
| II liga                                                             | I miejsce                                                  | 0    |                     |
| II liga                                                             | II miejsce                                                 | 0    |                     |
| II liga                                                             | III miejsce                                                | 1    | 1996/97             |
| Ukraina                                                             | Zdobyte trofea w rozgrywkach Ukrainy (stan na: 31-05-2019) |      |                     |

## Struktura klubu

### Stadion
Klub rozgrywał swoje mecze domowe w Hali SK Start w Ługańsku. Pojemność: 500 miejsc siedzących.